# Shënkoll
Shënkoll là một xã trong quận Lezhë thuộc hạt Lezhë, Albania. Dân số năm 2005 là 9008 người.